# Basilique Notre-Dame de Sion
 (août 2024).
Pour les articles homonymes, voir Basilique Notre-Dame et Notre-Dame de Sion (homonymie).
La basilique Notre-Dame de Sion est une basilique mineure érigée par le pape Pie XI et de culte catholique construite sur la colline de Sion-Vaudémont, sur la commune de Saxon-Sion, dans la région naturelle du Saintois située au sud de Nancy (département de Meurthe-et-Moselle).
Haut lieu de dévotion mariale du duché de Lorraine, les ducs venaient en pèlerinage sur la colline de Sion. À l'instar d'autres lieux de pèlerinage dédiée à la Vierge Marie, elle est située à un endroit où les anciens romains venaient adorer les déesses latines, succédant à un haut-lieu celtique.

## Basilique

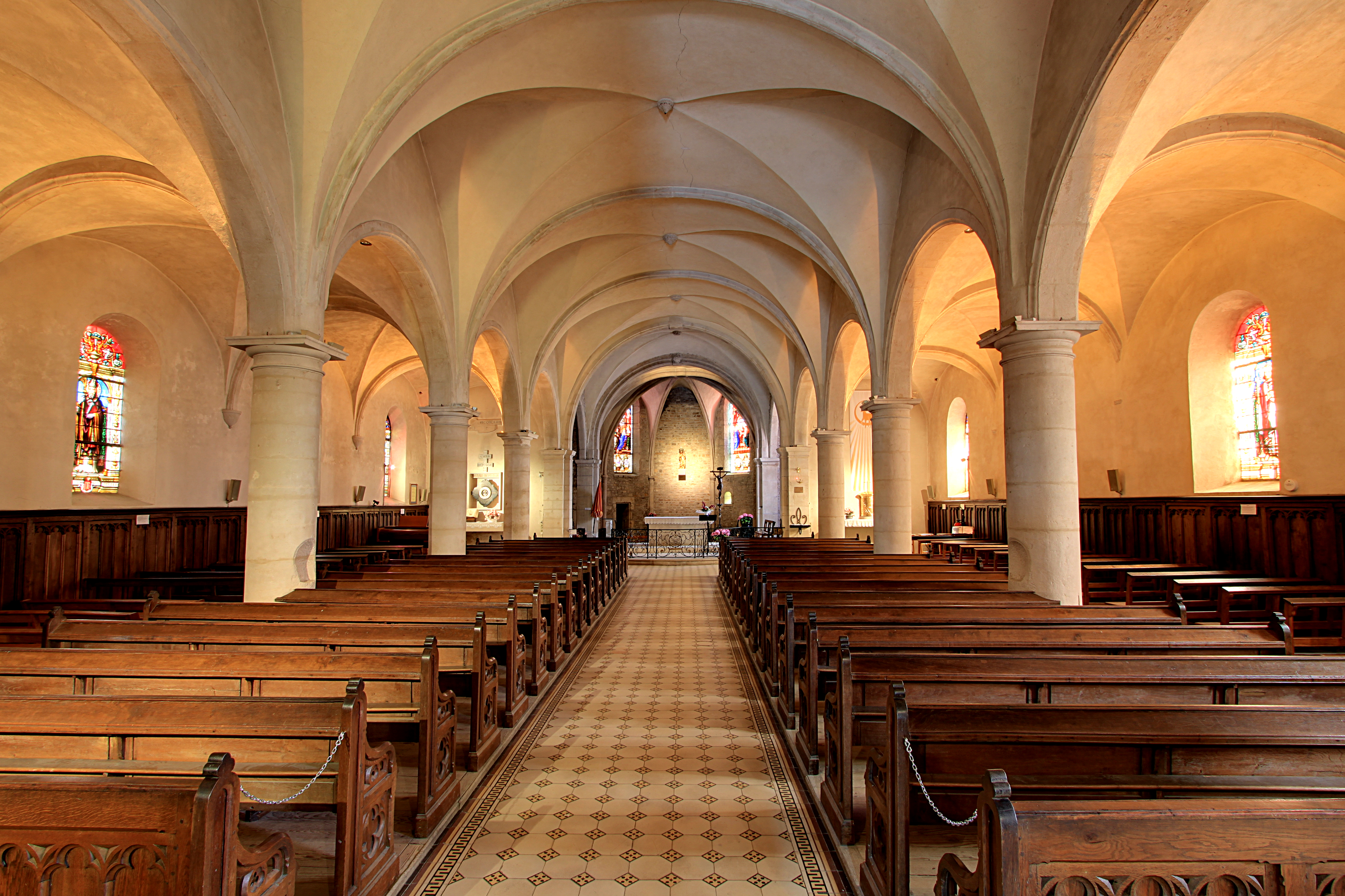
Nef de la basilique Notre-Dame de Sion.

Abside XVe siècle, nef XVIIIe siècle, tour XIXe siècle de 45 mètres due aux architectes François Lamorre et Léon Vautrin ; grille du chœur des ateliers de Jean Lamour, Vierge XIVe siècle provenant de Vaudémont, autel XVe siècle.

### Tour-clocher
La tour de la basilique est couronnée d'une statue monumentale représentant l'Immaculée Conception. Cette statue, qui mesure 7 mètres de haut, date du milieu du XIXe siècle et provient de la fonderie de Tusey à Vaucouleurs (Meuse). Après avoir été déposée en 1999, dans le cadre des travaux de restauration de la basilique, elle a, une nouvelle fois, dû être déposée à la suite de l'incendie qui toucha la basilique le 8 novembre 2003. Celui-ci a pu être contenu à la tour, la nef de la basilique étant préservée du sinistre, mais les quatre cloches furent détruites. Le 13 octobre 2007, la statue a été remontée sur le clocher, après des travaux de restauration. Quatre nouvelles cloches ont été bénies ce même jour.
Le clocher de la basilique constitue pour l'IGN un point géodésique du réseau de détail français.

### Plaques commémoratives

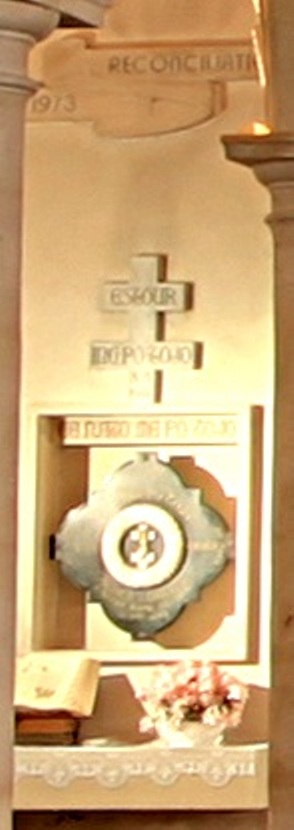
Autel de la Réconciliation.

En 1873, 1920, 1946 et 1973 sont apposées des plaques commémorant l'annexion de l'Alsace-Moselle par l'Allemagne à la suite de la guerre de 1870, puis sa restitution à la France après la Première Guerre mondiale, et enfin son annexion par l'Allemagne pendant la Seconde Guerre mondiale :
- Le 10 septembre 1873, 30 000 personnes acclament surtout les bannières endeuillées de Strasbourg, de Metz et des grandes cités mosellanes. L'évêque de Metz, Paul Dupont des Loges, que les autorités allemandes ont laissé en place mais qui vient de décliner les honneurs concordataires des soldats allemands, est présent. On appose solennellement dans l'église une plaque de marbre timbrée d'une croix de Lorraine rompue, soulignée de ces mots : « Ce name po tojo » (« Ce n'est pas pour toujours »)[2].
- Le 24 juin 1920, Willibrord Benzler, évêque allemand de Metz, ayant été chassé par les autorités françaises, c'est son successeur, Jean-Baptiste Pelt, évêque, et son confrère de Strasbourg qui font l'ascension de la colline. L'écrivain Maurice Barrès se joint a eux, et c'est lui qui pose, sur la Croix de Lorraine, une palme d'or cachant la brisure. Puis les prélats ajoutent un ex-voto portant ces mots : « Ce nato me po tojo » (« Ce n'était pas pour toujours »)[2].
- Le 8 septembre 1946, une grande foule fait le pèlerinage. Aux places d'honneur figurent, aux côtés des évêques lorrains (Joseph-Jean Heintz, Jean-Julien Weber, Maurice-Louis Dubourg, Marcel Fleury, Émile Blanchet, Amédée Maisonobe, Auguste Gaudel et Petit), les grands capitaines qui ont combattu l'Allemagne, et des membres du gouvernement de la République (Pierre-Henri Teitgen). Une troisième inscription vient s'ajouter aux deux autres sous la croix de Lorraine ressoudée : « Estour hinc po tojo » (« Cette fois, c'est pour toujours »)[2].
- Le 8 septembre 1973, à l'occasion du centenaire du couronnement de la Vierge, un nouvel ex-voto est apposé « Réconciliation », et le Monument de la Paix est édifié en présence de délégations allemandes, belges, luxembourgeoises[3].

### Incendie de 2003
Avant l'incendie, l'édifice ne bénéficiait pas de protection au titre des monuments historiques ; l'incendie a incité le ministre de la Culture de l'époque, Jean-Jacques Aillagon, à demander au préfet de Meurthe-et-Moselle de saisir la Commission régionale du patrimoine et des sites à cet effet. L'inscription fut obtenue pour l'intégralité de la basilique, ainsi que pour les toitures et la façade de l'ancien couvent voisin, par un arrêté du 30 décembre 2003.

## Galerie

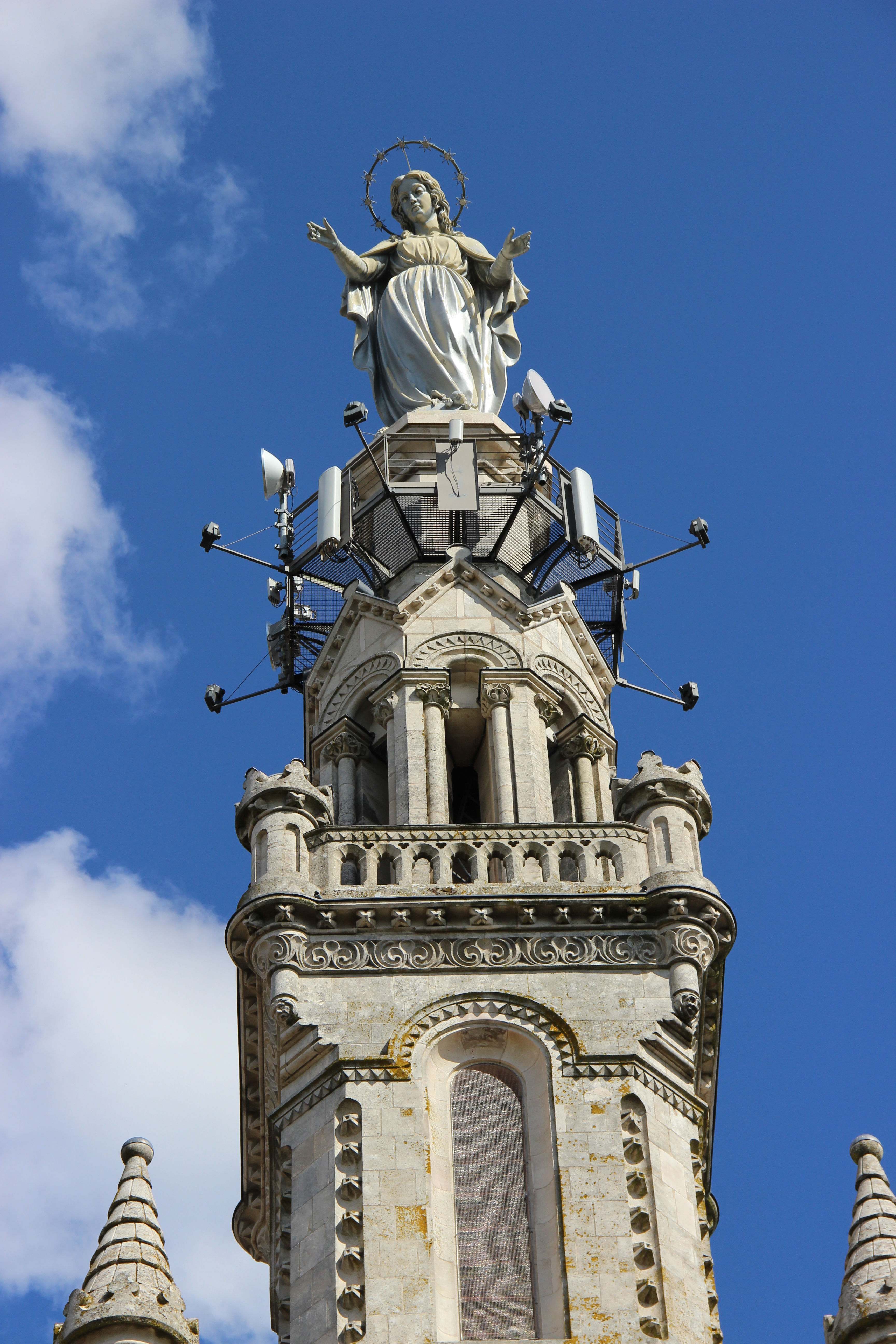
Statue de l'Immaculée Conception au sommet de la basilique.
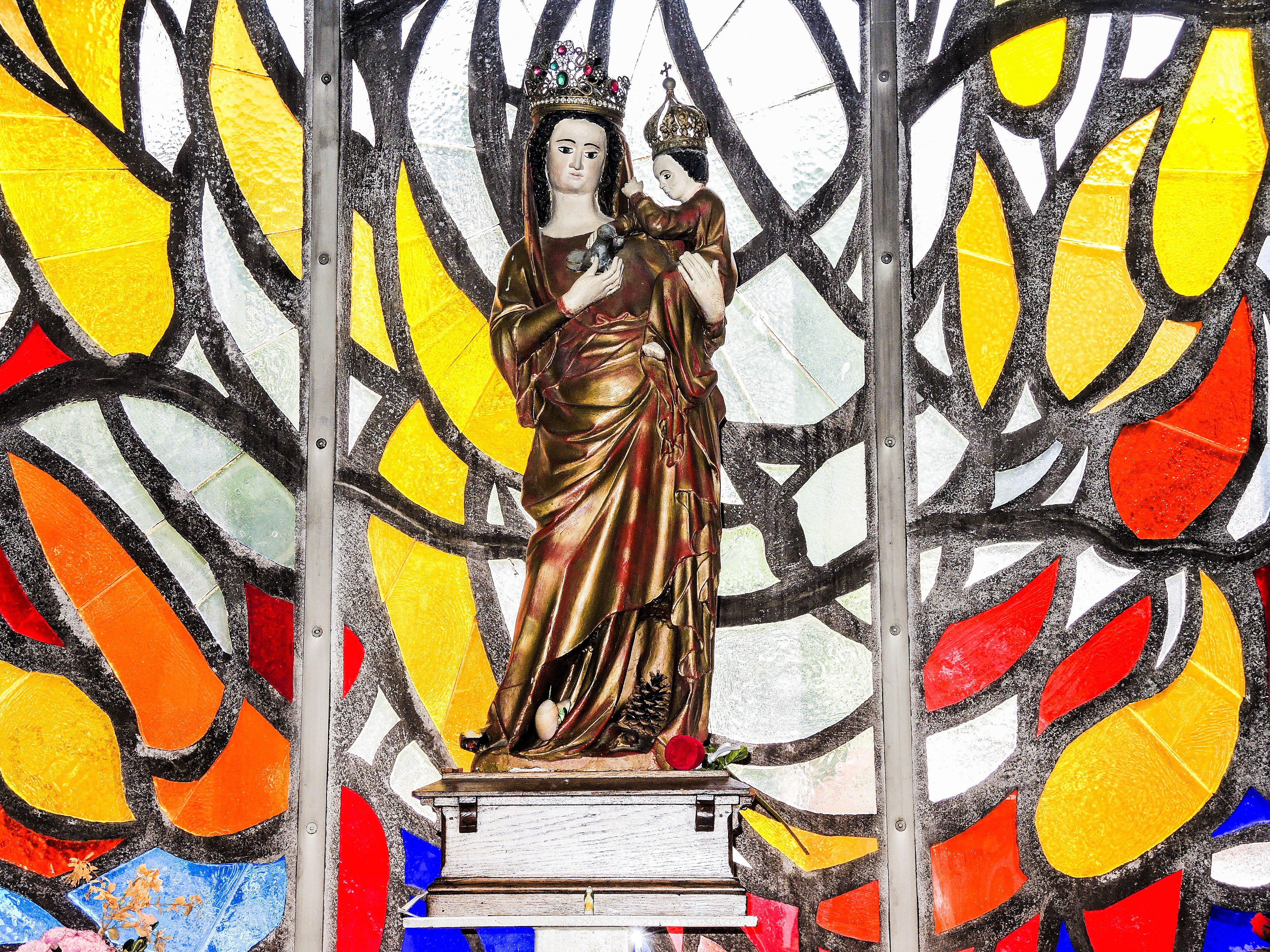
Vierge à l'Enfant, devant le vitrail flamboyant du chœur de la basilique.
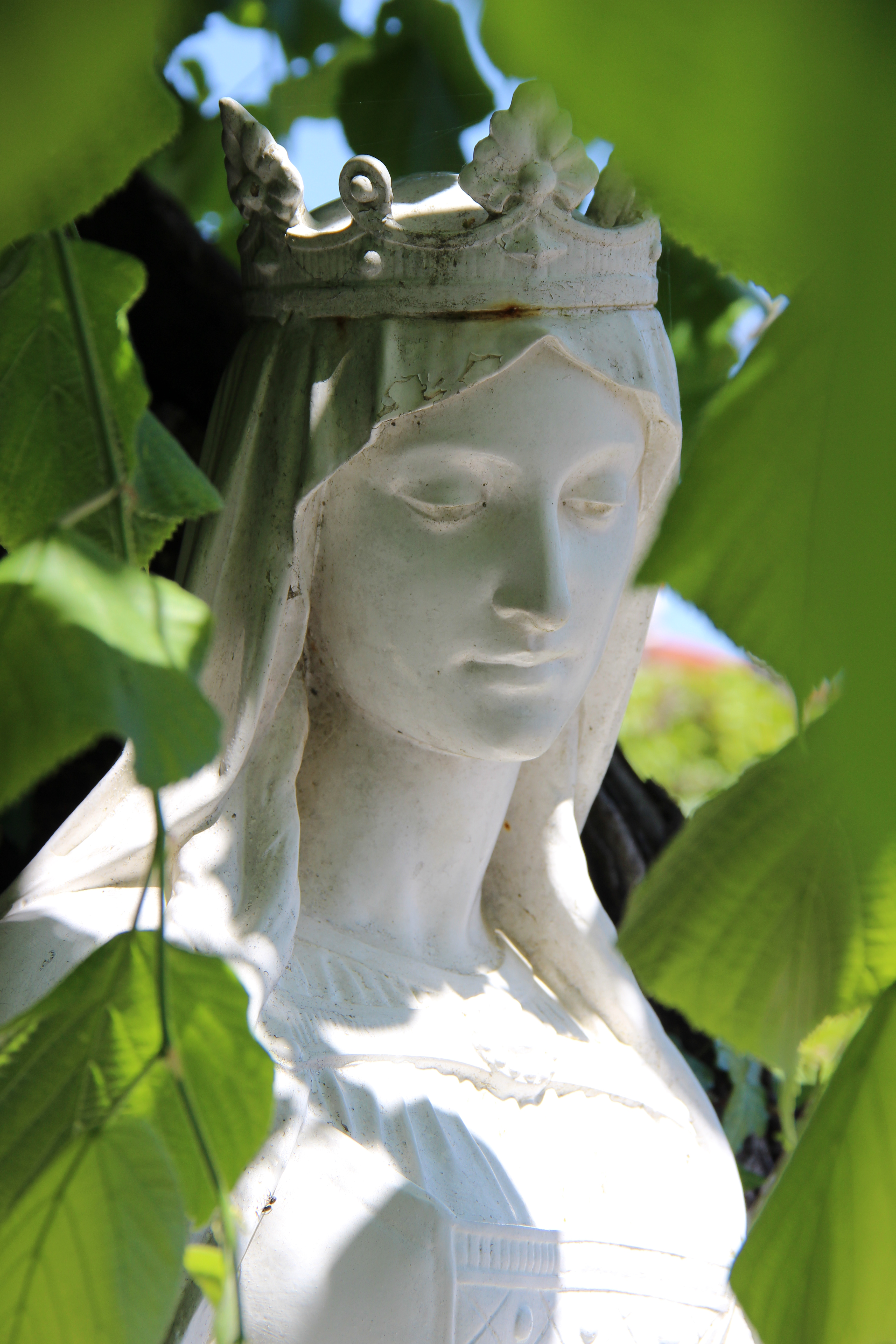
Statue de Marguerite de Lorraine-Vaudémont.
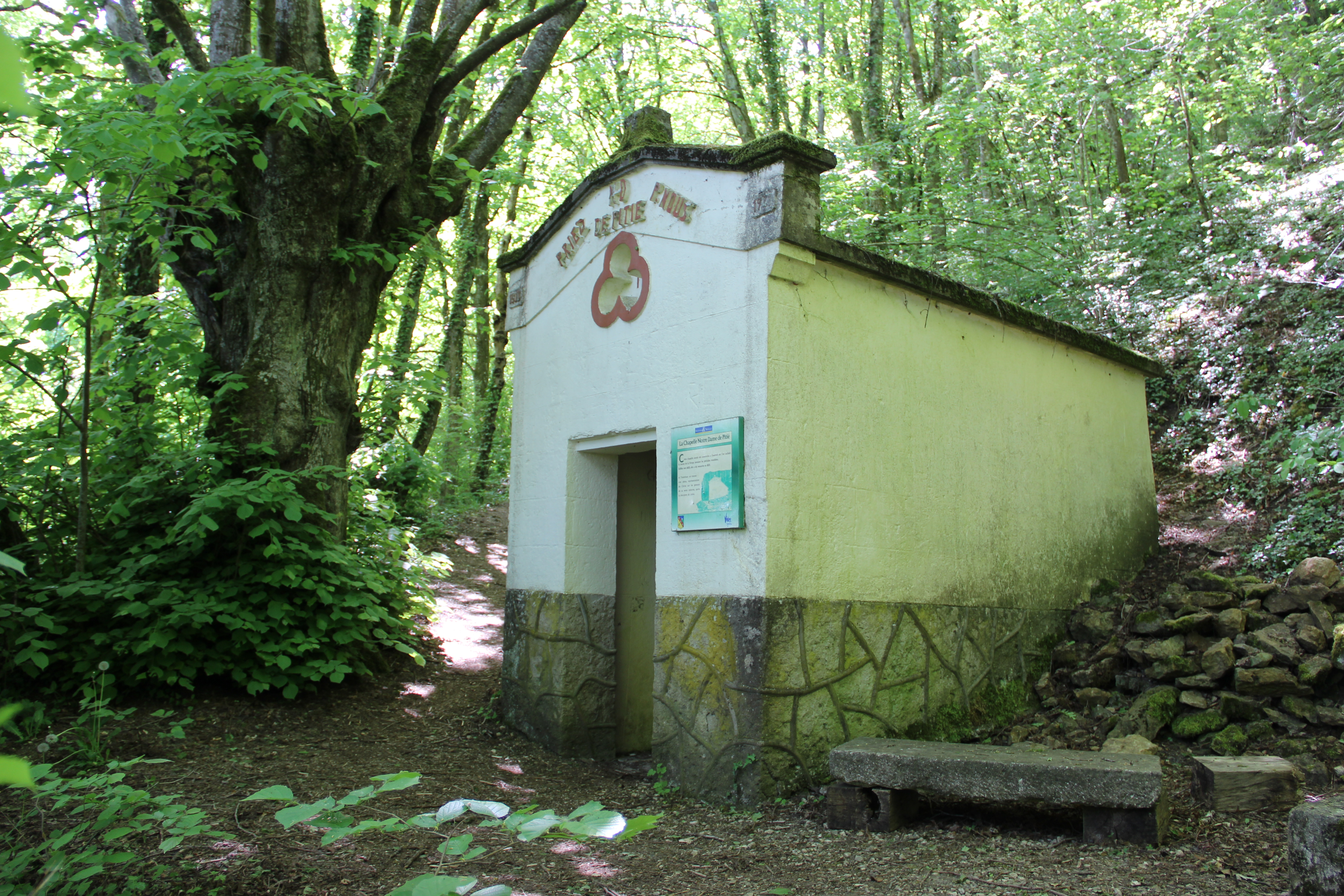
Chapelle Notre-Dame-de-Pitié.
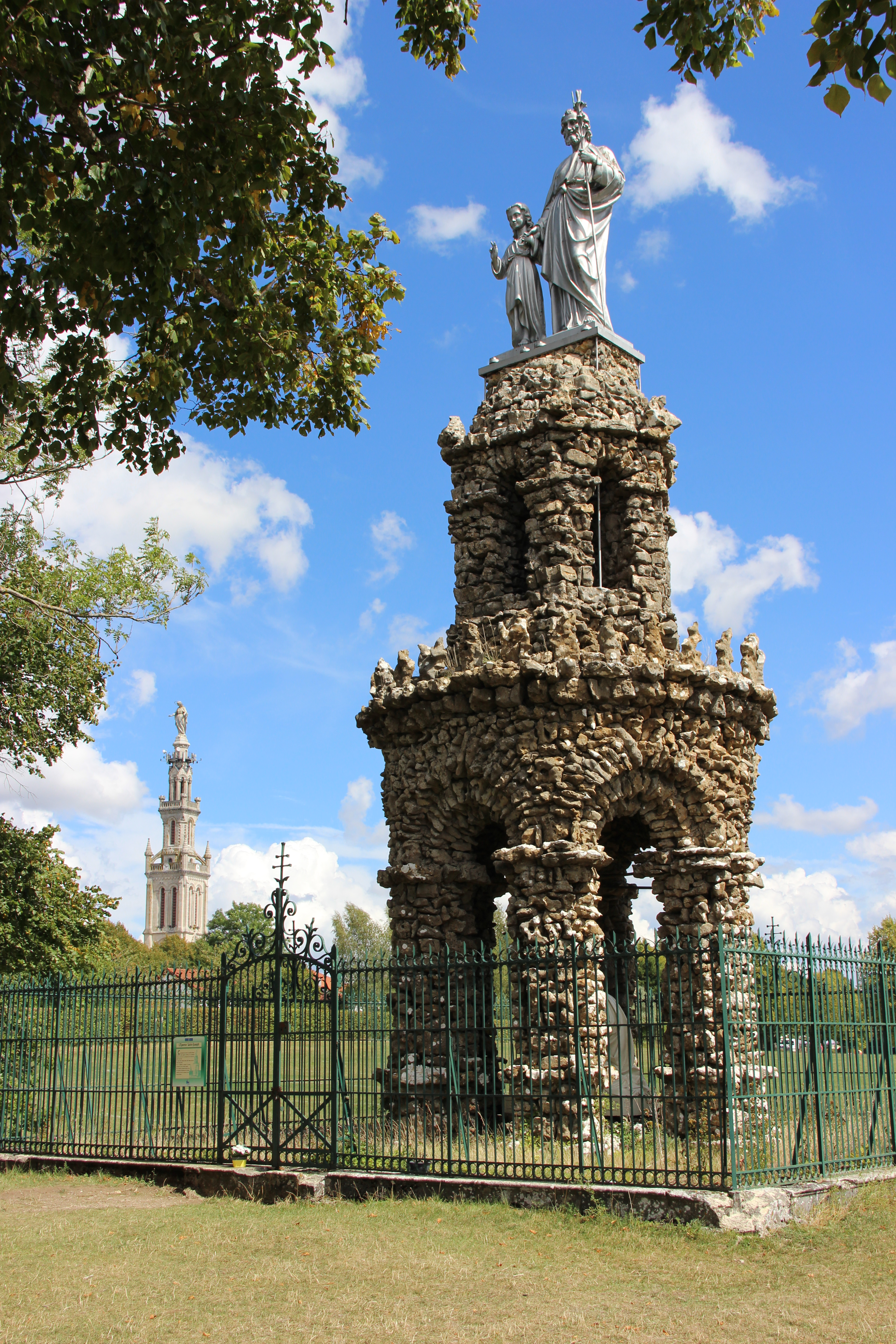
Saint Joseph et l'Enfant.